# Entriacontano
Con il termine entriacontano ci si riferisce ad un qualunque alcano avente formula bruta C31H64 o ad una qualunque miscela di più composti corrispondenti a tale formula (isomeri strutturali) o per antonomasia all'isomero lineare, chiamato più propriamente n-entriacontano.
Il n-entriacontano è un alcano lineare solido di formula CH3(CH2)29CH3. Presenta 10.660.307.791 isomeri.
È possibile trovarlo in varie piante, tra cui piselli, gomma arabica della Acacia nilotica, nelle foglie di tabacco, nelle foglie del pesco e altre. È presente altresì nella cera d'api, nella misura di 8-9% circa.